# Броньована ремонтно-евакуаційна машина

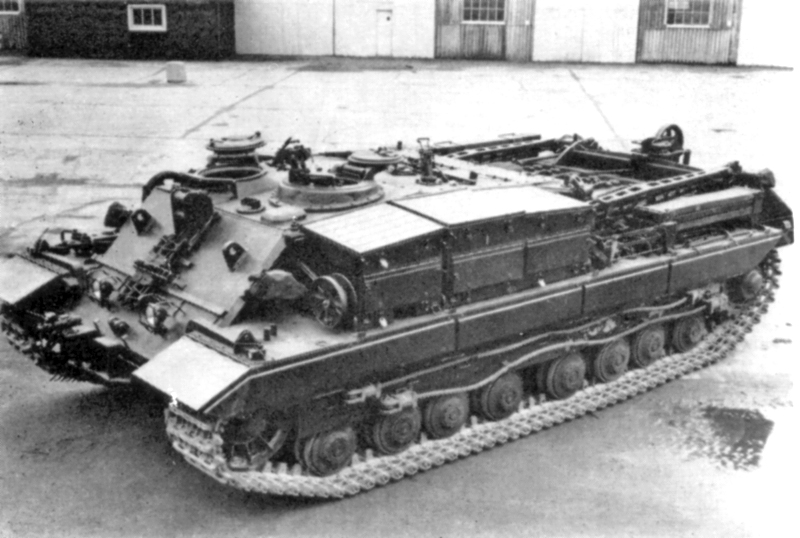
Британська броньована ремонтно-евакуаційна машина FV 214 Conqueror на базі танку FV 214 Conqueror

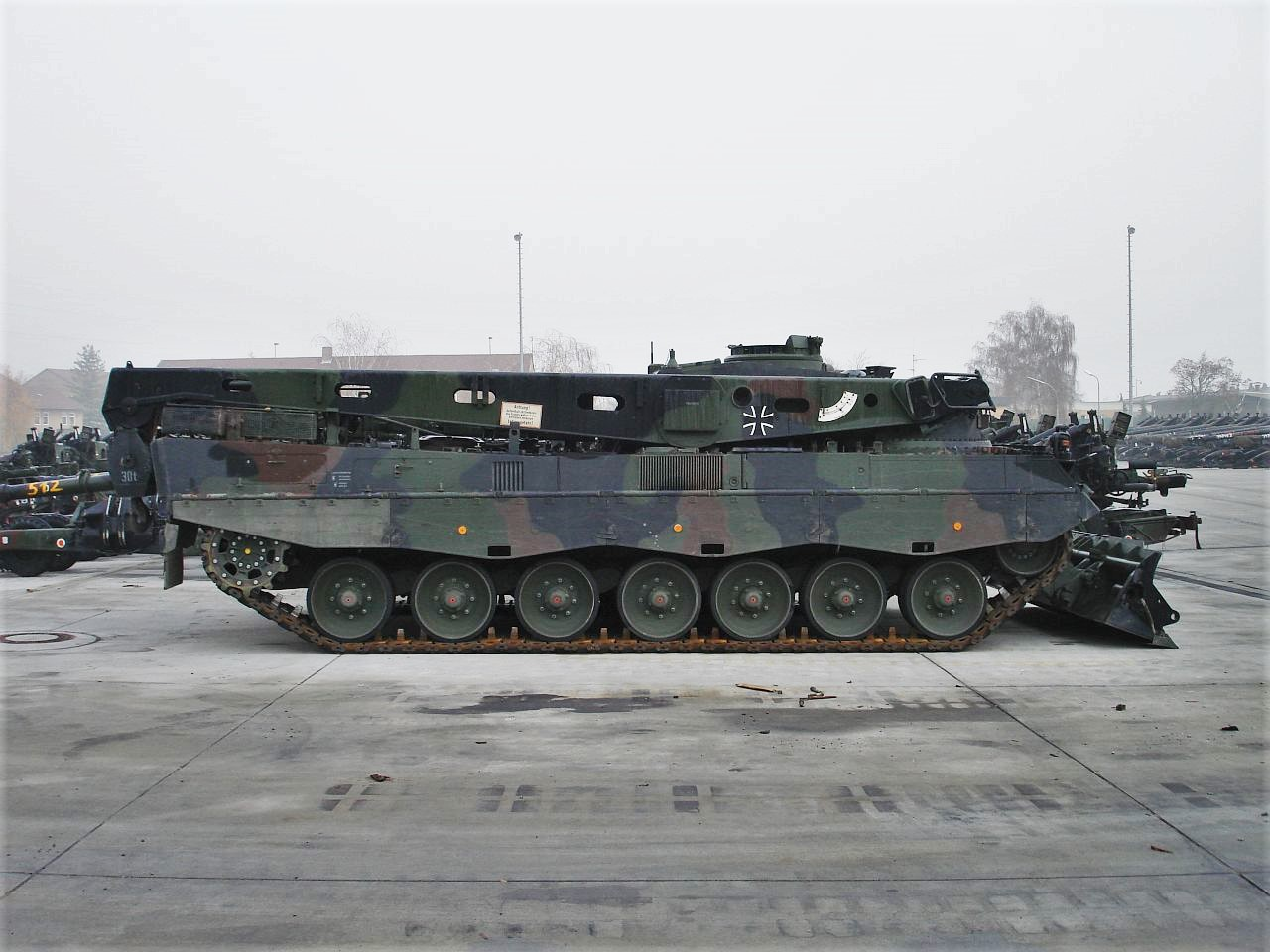
Німецька броньована ремонтно-евакуаційна машина Bergepanzer Büffel

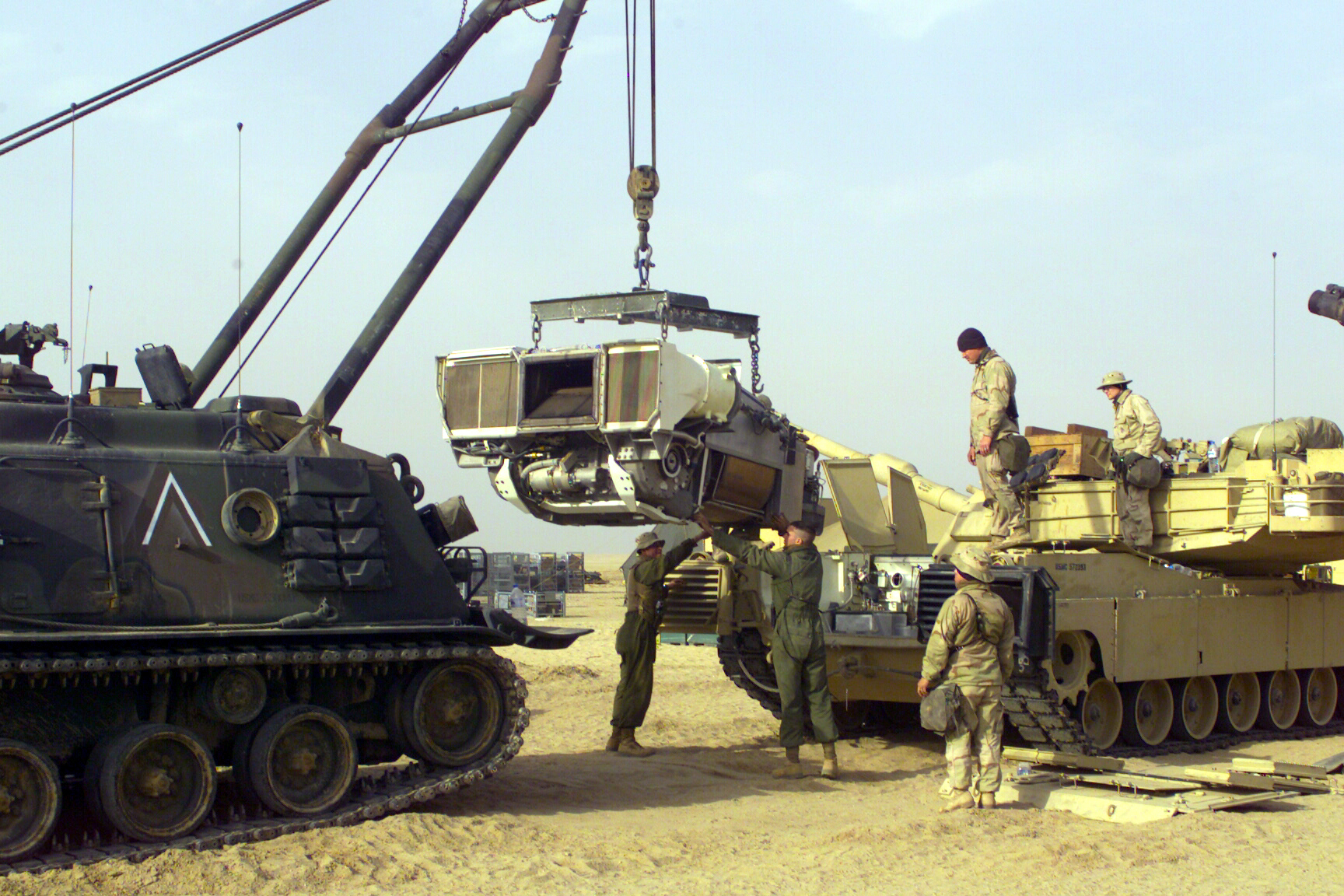
Робота важкої гусенічної БРЕМ M88, що перебуває на озброєнні армії США

Броньо́вана ремонтно-евакуаці́йна маши́на (БРЕМ) — спеціалізована бойова машина на гусеничний або колісний базі, що призначена для вирішення широкого кола завдань технічного забезпечення танкових (механізованих, артилерійських тощо) підрозділів при веденні ними всіх видів бойових дій, в різних погодних і кліматичних умовах. З її допомогою вирішуються такі завдання:
- ведення технічної розвідки на полі бою вдень і вночі;
- буксирування несправних і пошкоджених зразків бронетанкової техніки в найближчі укриття і на збірні пункти пошкоджених машин (ЗППМ);
- запуск двигунів обслуговуваних машин електричним і пневматичним способами;
- надання допомоги екіпажам в проведенні поточного ремонту;
- проведення вантажопідйомних робіт;
- витягування зразків бронетанкової техніки, які застрягли і затонулі, при всіх видах застрягання;
- форсування водних перешкод по дну;
- виконання зварювально-різальних робіт;
- виконання землерийних робіт при обладнанні ЗППМ, під'їздів та з'їздів, самоокопування та інше.

Броньована ремонтно-евакуаційна машина розробляється, як правило, на базі існуючої бронетехніки або колісному шасі бронетранспортеру й може включати таке спеціальне обладнання: тягові лебідки, вантажопідйомний пристрій (кран), зварювальне обладнання та інше. Озброєння для самооборони: один-два кулемети, димовий гранатомет.